# Boćwinka (powiat giżycki)
Boćwinka (niem. Neu Freudenthal) – wieś w Polsce położona w województwie warmińsko-mazurskim, w powiecie giżyckim, w gminie Kruklanki.
W latach 1954–1971 wieś należała i była siedzibą władz gromady Boćwinka, po jej zniesieniu w gromadzie Kruklanki. W latach 1975–1998 miejscowość należała administracyjnie do województwa suwalskiego.